# Pnoepyga
Pnoepyga is een geslacht van zangvogels uit de familie van de Pnoepygidae. De wetenschappelijke naam van het geslacht is voor het eerst geldig gepubliceerd in 1844 door Brian Houghton Hodgson. Het is een geslacht van vogels die voorheen in het Nederlands sluiptimalia's heetten. Lange tijd werd gedacht dat deze vogels verwant waren aan de timalia's.

## Beschrijving
Het zijn kleine vogels, met ronde vleugels en een uiterst korte staart. Ze vliegen nauwelijks en ze leven verborgen in de dichte ondergroei van hellingbossen in berggebieden van Noord-India en oostelijker richting Zuid-China en Noord-Vietnam.
Pnoepyga formosana is endemisch op Taiwan. De Nepalese pnoepyga (Pnoepyga immaculata) is endemisch in Nepal en een stukje India. De mospnoepyga (Pnoepyga pusilla) heeft het grootste verspreidingsgebied dat reikt van China en India door heel Zuidoost-Azië, via Malakka (schiereiland) door Indonesië tot aan Timor en Flores.

## Taxonomie
Uit uitgebreid moleculair genetisch onderzoek uit 2009 bleek dat dit geslacht een heel bijzondere positie inneemt binnen de superfamilie (clade) Sylvioidea. Ze hebben geen nauwe verwantschap met de Timalia's; ze staan dichter bij de geslachten Prinia en Pycnonotus (buulbuuls). Hun verborgen leefwijze en het feit dat ze solitair zijn, wijst niet op verwantschap met de timalia's.

## Soorten
De volgende soorten zijn bij het geslacht ingedeeld:
- Pnoepyga albiventer  – Schubborstpnoepyga
- Pnoepyga formosana  – Taiwanpnoepyga
- Pnoepyga immaculata  – Nepalese pnoepyga
- Pnoepyga pusilla  – Mospnoepyga